# Вајтингам (Њу Џерзи)
Вајтингам (енгл. Whittingham) насељено је место без административног статуса у америчкој савезној држави Њу Џерзи.

## Демографија
По попису из 2010. године број становника је 2.476, што је 7 (-0,3%) становника мање него 2000. године.
| Група             | 2000.         | 2010.         |
| Белци             | 2.434 (98,0%) | 2.329 (94,1%) |
| Афроамериканци    | 14 (0,6%)     | 55 (2,2%)     |
| Азијати           | 12 (0,5%)     | 50 (2,0%)     |
| Хиспаноамериканци | 16 (0,6%)     | 40 (1,6%)     |
| Укупно            | 2.483         | 2.476         |